# 理查德·纳尔逊·弗赖伊
理查德·纳尔逊·弗赖伊（英語：Richard Nelson Frye，1920年1月10日—2014年3月27日），又名费耐生，是一名美国的东方学学者，主要研究伊朗学与中亚。
他在哈佛大学担任伊朗研究教授，其主要领域包括有伊朗哲学、伊朗史、和古中东历史。
2014年，他因为自然原因死于波士顿，享年94岁。